# Parti national (Uruguay)
Pour les articles homonymes, voir Blanco.

Le drapeau du Parti national

Le Parti national (Partido Nacional en espagnol) surnommé le Parti blanc (Partido Blanco en espagnol, PN) est un parti politique qui regroupe des mouvements d'un large spectre politique de centre droit et droite d'Uruguay, créé le 10 août 1836 par le général Manuel Oribe. Il est membre de la COPPPAL.

## Histoire

### La création du parti
Ses origines remontent, comme pour le Parti libéral ou Parti Colorado, à la création de l'Uruguay comme État indépendant de l'Argentine et du Brésil. À la suite des tensions entre le président pro-argentin Manuel Oribe et son prédécesseur soutenu par le Brésil Fructuoso Rivera, les deux hommes d'État rivaux créèrent deux partis rivaux en 1836.

Le Parti national regroupait selon les dires d'Oribe, les défenseurs des lois (Defensores de las Leyes).

### La Grande Guerre
Quand éclata Grande Guerre en 1839, chacun des deux partis représentait environ la moitié de la population uruguayenne et ils ne pouvaient plus cohabiter pacifiquement, les désaccords initiaux s'étant peu à peu transformés en haine. Les deux partis furent donc les principaux protagonistes de la guerre en Uruguay qui prit surtout la forme d'une guerre civile dans ce pays.
En 1851, les Colorados, soutenus par les Brésiliens alors que leurs adversaires Blancos l'étaient par les fédéralistes conservateurs Argentins de Juan Manuel de Rosas, remportèrent la victoire avec la défaite finale de celui-ci, mais le parti Blanco, représentant toujours une partie importante du pays resta une  force politique importante.

### Le début duXXesiècle
Dans l'opposition, le parti blanco se divisa sur la question du batllismo, du nom du président colorado José Batlle y Ordóñez (1903-07 et 1911-15). Le « radicalisme blanco », menée par Lorenzo Carnelli (es), ainsi que la Démocratie sociale de Carlos Quijano (es) soutenaient les réformes sociales et économiques du batllisme, Carnelli allant jusqu'à créer le Parti Blanco Radical (1925-1933).
La tendance herreriste du Parti blanco soutint la dictature de Gabriel Terra (1933-1943), tandis que les radicaux blanco s'y opposaient, appelant au boycott des élections. En 1943, le nationaliste indépendant Eduardo Rodríguez Larreta, un libéral qui défendait l'alignement de l'Uruguay aux côtés des Alliés, devint ministre des Affaires étrangères du gouvernement colorado d'Amézaga (1943-47). Rodríguez Larreta était, avec Leonel Aguirre, Washington Beltrán et Carlos Scheck, fondateur du quotidien El País, qui s'attaquait férocement à l'herrerisme.
Le parti représente principalement les intérêts des propriétaires et de l’Église. 

### De 1958 à 1973
Pour la première fois depuis 1865, le Parti blanco parvint au pouvoir à la faveur des élections de 1958, notamment grâce à l'aide apportée par le fondateur de la Ligue fédérale d'action ruraliste (es), Benito Nardone, qui présida le Conseil national du gouvernement entre 1960 et 1961. Nardone fut jusqu'en 1963 le plus précieux collaborateur de la CIA en Uruguay,.

### Élections de 2009
Le Parti blanco est arrivé second aux élections générales de 2009, avec un peu plus de 29 % des voix contre presque 48 % pour le Front large (coalition de gauche), obtenant ainsi 30 députés sur 99 et 9 sénateurs sur 30. La formule présidentielle Luis Alberto Lacalle-Jorge Larrañaga a ainsi mis en ballotage José Mujica et Danilo Astori, candidats victorieux du Front large au second tour de la présidentielle, le 29 novembre 2009. Cinq des neuf sénateurs appartiennent à la tendance Unité nationale d'Alberto Lacalle, les quatre autres étant membres de l'Alliance nationale de Larrañaga. Alors que Lacalle appartient à une droite néolibérale dure, Larrañaga est plus centriste.

## Position politique

Emblème du Parti national.

Le parti est conservateur, c'est le parti de la campagne [réf. nécessaire]. Les partisans soutiennent « l'économie naturelle » de l'Uruguay, c’est-à-dire l'économie basée sur le bétail et comme il s'agit souvent de propriétaires terriens, pour eux le droit le plus important est celui de la propriété privée. De 1990 à 1995, son dirigeant élu président de la République en 1989, Luis Alberto Lacalle Herrera, dirigeant de la tendance herreriste au sein du parti, poursuivit une politique économique libérale, liée aux exigences du FMI (le « consensus de Washington »). L'actuel président du parti est Jorge Larrañaga qui fut candidat à l'élection de 2004. Lors de la campagne pour les élections de 2009, le candidat à la présidentielle, Luis Alberto Lacalle, choqua l'opinion en affirmant qu'il fallait réduire les dépenses publiques « à la tronçonneuse ».
Comme son homologue, le Parti colorado, le Parti blanco inclut cependant de nombreuses tendances, allant du centre-droit jusqu'à l'extrême-droite, avec par exemple le député Daniel García Pintos (es), ex-membre de la Juventud Uruguaya de Pie (JUP, un escadron de la mort dans les années 1970).
À l'inverse, en 2002, un groupe de dirigeants blancos, dont Jorge Saravia, Jorge Coronel, Manuel Singlet, Rubén Martínez Huelmo, etc., formèrent la Colonne blanche et décidèrent de quitter le Parti national pour rejoindre l'Espace 609 formé par le Mouvement de participation populaire (MPP), première force politique du Front large (coalition de gauche), lui-même composé notamment des Tupamaros.

## Résultats électoraux

### Élections présidentielles
| Année | Candidat                 | Premier tour | Premier tour | Premier tour | Second tour | Second tour | Second tour |
| Année | Candidat                 | Voix         | %            | Rang         | Voix        | %           | Rang        |
| ----- | ------------------------ | ------------ | ------------ | ------------ | ----------- | ----------- | ----------- |
| 2004  | Jorge Larrañaga          | 764 739      | 35,12        | 2e           |             |             |             |
| 2009  | Luis Alberto Lacalle     | 669 942      | 29,90        | 2e           | 994 510     | 45,37       | 2e          |
| 2014  | Luis Alberto Lacalle Pou | 732 601      | 31,94        | 2e           | 939 074     | 43,37       | 2e          |
| 2019  | Luis Alberto Lacalle Pou | 696 452      | 28,62        | 1er          | 1 168 019   | 50,62       | 1er         |
| 2024  | Álvaro Delgado           | 655 426      | 28,20        | 2e           | 1 101 296   | 47,92       | 2e          |

### Élections législatives et sénatoriales
| 2004 | 764 739 | 35,12 | 36 / 99 | 14 | 11 / 30 | 4 | Opposition  |
| 2009 | 669 942 | 29,90 | 30 / 99 | 6  | 9 / 30  | 2 | Opposition  |
| 2014 | 732 601 | 31,94 | 32 / 99 | 2  | 10 / 30 | 1 | Opposition  |
| 2019 | 696 452 | 28,62 | 30 / 99 | 2  | 10 / 30 | 0 | Lacalle Pou |
| 2024 | 655 426 | 28,20 | 29 / 99 | 1  | 9 / 30  | 1 | Opposition  |